# Conistra nigrescens
Conistra nigrescens là một loài bướm đêm trong họ Noctuidae.